# Svatá Maří
Svatá Maří är en ort i Tjeckien.   Den ligger i regionen Södra Böhmen, i den sydvästra delen av landet, 120 km söder om huvudstaden Prag. Svatá Maří ligger 761 meter över havet och antalet invånare är 540.
Terrängen runt Svatá Maří är kuperad. Runt Svatá Maří är det ganska glesbefolkat, med 31 invånare per kvadratkilometer. Närmaste större samhälle är Vimperk, 3,6 km väster om Svatá Maří. Omgivningarna runt Svatá Maří är en mosaik av jordbruksmark och naturlig växtlighet.